# Algorithme de sweep line
En géométrie algorithmique, un algorithme de sweep line (ligne de balayage) est un type d'algorithme utilisant une "ligne de balayage" virtuelle pour résoudre des problèmes dans l'espace euclidien.

## Applications

### Recherche d'intersections entre segments
Une sweep line est utilisée dans l'algorithme de recherche d'intersections entre segments présenté par de Berg, van Kreveld, Overmars et Schwazkopf. Dans celui-ci, chaque point d'évènement est soit un sommet d'un segment, soit une intersection entre deux segments; à chaque point, il est testé si deux segments voisins et traversés par la ligne se croisent. Ce principe est aussi celui de l'algorithme de Bentley-Ottmann dont la complexité temporelle est linéarithmique.

### Construction de diagrammes de Voronoï

Animation représentant l'exécution de l'algorithme de Fortune, qui permet la construction de diagrammes de Voronoï

L'algorithme de Fortune est un algorithme sweep line.